# Market maker
Il market maker è un intermediario finanziario che pubblica i prezzi di acquisto e di vendita dei titoli quotati in borsa e di suo possesso permettendo a tutti gli altri investitori di comprare o vendere a quei prezzi.
Questi operatori sono quindi intermediari specializzati che, in un certo senso, "fanno il mercato" e si impegnano su una certa azione (o strumento finanziario) a fare un prezzo di acquisto e di vendita. Chiunque voglia trattare quel titolo lo può fare a quei prezzi, anche per enormi quantità. Il ruolo del market maker è modificare continuamente i prezzi in base a ciò che accade.
Il business del market maker è sfruttare lo spread (in inglese bid-ask spread) fra prezzo denaro (a cui è disposto a comprare, in inglese bid price) e prezzo lettera (a cui è disposto a vendere, in inglese ask price). Se ci sono molti market makers la concorrenza aumenta e quindi lo spread diminuisce.
Questa forma di mercato funziona bene se c'è una bassa liquidità dei titoli: essendo difficile trovare la controparte è comodo avere un attore che si sostituisca al mercato fornendogli la liquidità che non ha. È quindi una situazione contrapposta a quella del mercato ad asta.
La presenza di operatori market maker si riscontra sia sui mercati a pronti (anche detti cash o spot), sia su diversi mercati a termine (tra cui ad esempio i mercati futures o delle options). 
Dal punto di vista giuridico, art. 1, comma 5-quater, D. Lgs. n° 58/1998 (Testo unico sulla finanza, cosiddetto TUF), “Per market maker si intende il soggetto che si propone sui mercati regolamentati e sui sistemi multilaterali di negoziazione, su base continua, come disposto a negoziare in contropartita diretta acquistando e vendendo strumenti finanziari ai prezzi da esso definiti".